# Floris van Rekom

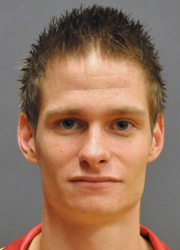
Floris van Rekom in 2012

Floris van Rekom (Sliedrecht, 8 mei 1991) is een Nederlandse volleyballer die speelt als passer-loper.
In 2018 verruilde hij Nantes voor Tours Volleybal.

## Biografie
De carrière van Floris van Rekom begint in Nederland. Na de gehele jeugdopleiding bij Sliedrecht Sport volleybal gespeeld te hebben verhuisde hij naar SV Dynamo Apeldoorn. Hiermee won hij de landstitel, twee nationale bekers en een supercup. Tijdens deze periode trad hij toe tot de Nederlandse nationale ploeg, waarmee hij in 2012 de Europese volleyballeague won.
In het seizoen 2012-13 speelde hij voor Sir Safety Perugia Volley. Met zijn nationale ploeg ontving hij de bronzen medaille tijdens het Hubert Wagner Memorial in 2013. In het seizoen 2013-14 speelt hij voor de Belgische volleybalclub VC Argex Duvel Puurs, het jaar daarop voor Topvolley Antwerpen. Vanaf het seizoen 2015-16 speelt hij bij het Franse Nantes Métropole Volley Rezé. In het seizoen 2018/2019 speelt hij bij Tours Volleybal waar hij de Franse beker mee wint en landskampioen mee wordt.
In het seizoen 2019/2020 komt Van Rekom uit voor UV Frankfurt.